# Janousek & Stämpfli Racing Boats
Die Janousek & Stämpfli Racing Boats Ltd. ist eine britische Werft für Ruderboote mit Sitz in Byfleet.

## Geschichte
Der tschechische Ruderer und Olympia-Bronzemedaillen-Gewinner Bohumil Janoušek gründete im Jahr 1981 die Bootswerft Janousek Racing Boats. 1992 beteiligte sich Janoušek an der Schweizer Traditionswerft Stämpfli und seit 1998 besitzt er die Mehrheitsrechte an der Stämpfli Racing Boats AG und somit auch an den Rechten zur Herstellung von Stämpfli-Ruderbooten. Im Jahr 2007 wurde Philip Gregory Geschäftsführer von Janousek. Seitdem wurde der Vertrieb in Europa weiter ausgebaut, u. a. wurde der französische Coastal Rowing-Bootshersteller Eurodiffusions Vertriebspartner für Frankreich. Alle Boote der Janousek-&-Stämpfli-Baureihen werden derzeit in Byfleet gefertigt.

## Boote

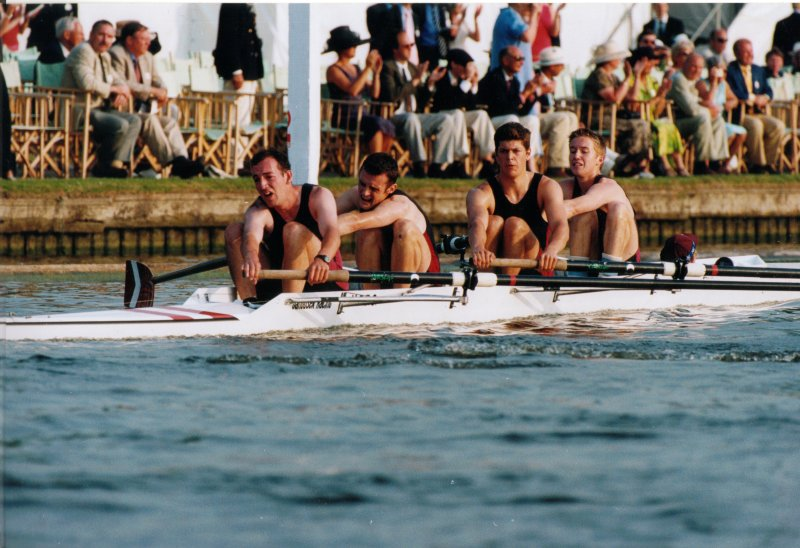
Vierer mit Steuermann der Marke Janousek

### Verbundboote
Grundsätzlich wird bei Janousek zwischen den Verbundbooten unterschieden, die unter der Marke Janousek und jenen, die unter der Marke Stämpfli vertrieben werden. Die Boote der Marke Janousek richten sich dabei vor allem an Ruderer im Vereinssport vom fortgeschrittenen Anfänger bis zum ambitionierten Breitensportler, mit einem entsprechend niedrigeren Preisniveau und etwas höherer Robustheit. Die Boote sind in erster Linie in Sandwichbauweise aus vorimprägniertem Glasfasermaterial mit einem Wabenkern konstruiert. Janousek-Boote werden in der Regel mit Holz-Rollsitzen, Aluminiumrollschienen und Janousek-Schuhen ausgeliefert. Es kann nur zwischen Drei-Streben-Aluminium-Auslegern und Aluminiumflügelauslegern gewählt werden.
Unter der Marke Stämpfli werden hingegen höherpreisige Boote verkauft, die sich vor allem an Leistungssport-Ruderer richten. Die Boote werden exakter abgestimmt und sind leichter. Die Boote werden vor allem in Sandwichbauweise aus mit Kunstharz vorimprägnierten Kohlenstofffasern mit einem Wabenkern gefertigt. Die Konfigurationsmöglichkeiten sind bei Stämpfli-Booten größer, so kann zwischen 3-Streben-Aluminium-Auslegern, Aluminium-Flügelauslegern, Aluminium-Druckflügelauslegern, Carbon-Auslegern und Carbon-Flügelauslegern gewählt werden.
Janousek- sowie Stämpfli-Verbundboote werden in den Bootsklassen Einer, Zweier ohne Steuermann, Doppelzweier, Vierer ohne Steuermann, Doppelvierer, Doppelvierer mit Steuermann, Achter und Doppelachter, sowie als „Convertible“ (Skull- und Riemenausleger), angeboten. Alle Verbundboote werden am Hauptstandort in Byfleet produziert.

### Trainingsboote
Die Trainingsboote sind breiter konstruierte Boote, die vor allem auf Robustheit und Stabilität ausgelegt sind. Zielgruppe sind vor allem Anfänger, aber auch Wanderruder und Breitensportler, die auf Flüssen unterwegs sind.
Angeboten werden die Bootsklassen namens „Planche a Ramer“ (Einer), „Fun Skiff“ (Einer), „Fun Double“ (Doppelzweier) und „Yolette“ (Doppelvierer mit Steuermann). Alle Trainingsboote werden von Eurodiffusions in Avignon, Frankreich, hergestellt.

### Traditionelle Boote
Stämpfli bezeichnet sich selber als einzige Firma, die noch Holzskiffs (nach traditioneller Art) baut. Aus Zedernholz werden individuell nach Wunsch des Kunden Einer, Doppelzweier und Zweier ohne Steuermann von Hand produziert. Hergestellt werden die Boote in der Stämpfli-Werkstatt am Zürichsee in Zürich, Schweiz.